# 健忘村
《健忘村》是一部2017年台海两岸合资的賀歲電影，由陳玉勳執導，率領電影《總舖師》既定班底演出。2015年7月搭景，2016年2月開拍，2016年5月殺青。

## 劇情
清末民初，一群無憂無慮村民們住在某個遙遠的村落。某一天，發生一件離奇事件，並且出現一位神秘之客，他帶來一件「忘憂神器」的寶物，引發一連串事件……。

## 登場人物
| 演員            | 角色         | 備註                                       |
| 舒淇            | 張秋蓉       | 朱大餅的妻子、王丁遠的初戀女友，繼任村長。 |
| 王千源          | 田貴         | 天虹真人，繼任村長。                       |
| 張孝全          | 萬力         | 萬大俠、神拳小江南                         |
| 林美秀          | 烏雲         | 郵差、強盜集團一片雲首領                   |
| 許傑輝          | 林金財       | 春花的丈夫                                 |
| 張少懷          | 劉大夫       |                                            |
| 班贊            | 朱大餅       | 張秋蓉的丈夫                               |
| 王芳 （妞妞）   | 春花         | 林金財的妻子                               |
| 吴悠            | 李秀才       |                                            |
| 黃健瑋          | 黃雲         | 一片雲成員                                 |
| 柯宇綸          | 金雲         | 一片雲成員                                 |
| 陳竹昇          | 紅雲         | 一片雲成員                                 |
| 陳禕倫          | 紫雲         | 一片雲成員                                 |
| 林玟圻          | 青雲         | 一片雲成員                                 |
| 陳大天          | 總管         | 石剝皮的手下                               |
| 簡慕槐          | 石府僕人     | 放風箏的僕人                               |
| 溫佑民          | 石府僕人     | 放風箏的僕人                               |
| 錢俞安          | 狗蛋         |                                            |
| 陳彥佐          | 朱二餅       | 朱大餅的弟弟                               |
| 許振得          | 不癢         | 田貴控制的轎夫                             |
| 陳萬號          | 不痛         | 田貴控制的轎夫                             |
| 楊祐寧          | 王丁遠       | 特別演出，張秋蓉的初戀情人，一片雲成員     |
| 曾志偉          | 石剝皮       | 特別友情演出                               |
| 顧寶明          | 王村長       | 特別友情演出，王丁遠的父親                 |
| 馬念先          | 喇叭手       | 戲份有所刪減                               |
| 應蔚民          | 七彩斷腸刀   | 友情客串演出                               |
| 鄭有傑          | 張秋蓉的父親 | 友情客串演出                               |
| 紀竣崴 （阿松） | 村民         | 友情客串演出                               |
| 白靜宜 （百白） | 村民         | 友情客串演出                               |

## 電影歌曲
| 曲序 | 曲目                           |                | 作曲   | 编曲           | 演唱者         | 备注               |
| ---- | ------------------------------ | -------------- | ------ | -------------- | -------------- | ------------------ |
| 1.   | 一片雲（主題曲）               | 陳玉勳、王希文 | 王希文 |                | 林美秀         |                    |
| 2.   | 沒有田貴怎麼辦（插曲）         | 陳玉勳         | 陳玉勳 |                | 全體演員       |                    |
| 3.   | 凡人歌（片尾曲）               | 李宗盛         | 李宗盛 | 鮑比達、陳信宏 | 蕭敬騰、五月天 | 李宗盛（原唱）     |
| 4.   | 嘿嘿嘿（插曲、宣傳曲、推廣曲） | 崔博           | 崔博   |                | 費玉清         | 改編自〈千里之外〉 |

## 拍攝地點
屏東縣滿州鄉、新竹縣新埔鎮的南園、苗栗縣卓蘭鎮大峽谷、南投縣鹿谷鄉小半天竹林、高雄市田寮區磐龍峽谷、屏東縣恆春鎮等地。

## 反响
台灣方面，最終全台票房為新台幣3661萬元。
中國大陸方面，由於導演陳玉勳曾參與反對服貿的太陽花運動，遭中國大陆观众抵制，最终票房1602万人民币（約新台幣7147萬元），兩岸合計票房約新台幣1.08億元。

## 獲獎與提名

### 電影金馬獎
| 年份 | 獲提名 | 獎項         | 結果 |
| ---- | ------ | ------------ | ---- |
| 2017 | 舒淇   | 最佳女主角   | 提名 |
| 2017 | 黃美清 | 最佳美術設計 | 提名 |
| 2017 | 吳里璐 | 最佳造型設計 | 提名 |

### 金曲獎
| 年份 | 獲提名 | 獎項               | 結果 |
| ---- | ------ | ------------------ | ---- |
| 2018 | 王希文 | 最佳演奏錄音專輯獎 | 提名 |

## 外部連結
官方
- 健忘村的Facebook專頁
- YouTube上的健忘村頻道

影劇資料庫
- 互联网电影数据库（IMDb）上《健忘村》的资料（英文）
- Box Office Mojo上《健忘村》的資料（英文）
- AllMovie上《健忘村》的资料（英文）
- Yahoo奇摩電影上《健忘村》的資料（繁體中文）
- 開眼電影網上《健忘村》的資料（繁體中文）
- 豆瓣电影上《健忘村》的資料 （简体中文）
- 时光网上《健忘村》的資料（简体中文）